# Dahlhausen (Halver)
Dahlhausen ist eine Hofschaft von Halver im Märkischen Kreis im Regierungsbezirk Arnsberg in Nordrhein-Westfalen (Deutschland).

## Lage und Beschreibung
Dahlhausen liegt im östlichen Halver auf 307 m ü. NHN im Tal der Schlemme an der Stadtgrenze zu Kierspe. Südlich erhebt sich mit 399,7 m ü. NHN der Dahlhauser Kopf. Der Ort liegt an der von der Schleifkottenbahn GmbH befahrenen Teilstrecke der Wuppertalbahn.  
Der Ort ist über eine Zufahrt von dem größeren Ortsteil Ehringhausen zu erreichen, die auch Halloh anbindet. Weitere Nachbarorte sind  Oberbrügge und der Herweger Schleifkotten.

## Geschichte
Dahlhausen wurde erstmals 1114 urkundlich erwähnt, die Entstehungszeit der Siedlung wird aber für den Zeitraum zwischen 630 und 700 in der Zeit der zweiten sächsischen Landnahme vermutet. Somit ist Dahlhausen eine der frühen Siedlungen in Halver.
1818 lebten 25 Einwohner im Ort. 1838 gehörte Dahlhausen der Ehringhauser Bauerschaft innerhalb der Bürgermeisterei Halver an. Der laut der Ortschafts- und Entfernungs-Tabelle des Regierungs-Bezirks Arnsberg als Hof kategorisierte Ort besaß zu dieser Zeit sieben Wohnhäuser, eine Fabrik bzw. Mühle und elf landwirtschaftliche Gebäude. Zu dieser Zeit lebten 29 Einwohner im Ort, allesamt evangelischen Glaubens.
Das Gemeindelexikon für die Provinz Westfalen von 1887 gibt eine Zahl von 54 Einwohnern an, die in acht Wohnhäusern lebten.